# Queen's Island Football Club
 Queen's Island Football Club est un ancien club de football nord-irlandais basé à Belfast fondé en 1891 et disparu à la fin des années 1920. Il est un des tout  premiers clubs de football créé en Irlande. Le club a été champion d’Irlande du Nord en 1923-1924 réalisant cette année-là le doublé championnat/Coupe d’Irlande du Nord.
Queen’s Island a gagné la deuxième coupe d’Irlande jamais disputée en 1882 et parvint en demi-finale l’année suivante. Le club n’a cependant rejoint le championnat professionnel qu’en 1921, replaçant les clubs de Dublin qui s’étaient retirés du championnat pour former le nouveau championnat de l’État d’Irlande.
Queen’s a passé seulement huit années dans le championnat senior d’Irlande du Nord, mais compte tenu de cette courte période s’est forgé un palmarès appréciable avec un titre de champion et trois deuxièmes places. Leur dernière saison en championnat sera plus malheureuse avec 130 buts encaissés en 26 matchs.
Pendant des années de haut niveau, Queen’s Island a joué dans plusieurs stades :
- Ulster Cricket Club, Ballynafeigh 1921-22
- The Oval (partagé avec Glentoran) 1922-23
- Pirrie Park 1923-24 à 1928-29

## Classements en championnat
| Season  | Pos | Pld | W  | D | L  | GF | GA  | +/- | Pts |
| ------- | --- | --- | -- | - | -- | -- | --- | --- | --- |
| 1921-22 | 5   | 10  | 3  | 2 | 5  | 9  | 16  | - 7 | 8   |
| 1922-23 | 2   | 10  | 5  | 2 | 3  | 17 | 21  | - 4 | 12  |
| 1923-24 | 1   | 18  | 12 | 4 | 2  | 48 | 18  | +30 | 26  |
| 1924-25 | 2   | 22  | 13 | 6 | 3  | 48 | 23  | +25 | 32  |
| 1925-26 | 6   | 22  | 9  | 5 | 8  | 42 | 37  | + 5 | 23  |
| 1926-27 | 2   | 22  | 12 | 6 | 4  | 46 | 34  | +12 | 30  |
| 1927-28 | 12  | 26  | 5  | 7 | 14 | 46 | 70  | -24 | 17  |
| 1928-29 | 14  | 26  | 2  | 3 | 21 | 53 | 130 | -77 | 7   |

## Palmarès
- Irish League: 1
  - 1923-24
- Irish Cup: 2
  - 1881-82, 1923-24

## Joueurs
Cinq joueurs de Queen's Island ont été sélectionnés en équipe nationale d'Irlande du Nord (1 seule sélection chacun): 
- Tom Cowan, "Tucker" Croft, Joe Gowdy, Bert Mehaffy et John Gough.